# Stęszów (gromada)
Stęszów (od 31 XII 1961 Pełczyn) – dawna gromada, czyli najmniejsza jednostka podziału terytorialnego Polskiej Rzeczypospolitej Ludowej w latach 1954–1972.
Gromady, z gromadzkimi radami narodowymi (GRN) jako organami władzy najniższego stopnia na wsi, funkcjonowały od reformy reorganizującej administrację wiejską przeprowadzonej jesienią 1954 do momentu ich zniesienia z dniem 1 stycznia 1973, tym samym wypierając organizację gminną w latach 1954–1972.
Gromadę Stęszów z siedzibą GRN w Stęszowie utworzono – jako jedną z 8759 gromad na obszarze Polski – w powiecie wołowskim w woj. wrocławskim, na mocy uchwały nr 31/54 WRN we Wrocławiu z dnia 2 października 1954. W skład jednostki weszły obszary dotychczasowych gromad Gródek i Pełczyn (bez przysiółka Wróblewo) oraz przysiółki Miłkoszyce i Sławowice z dotychczasowej gromady Garwół ze zniesionej gminy Wołów, a także przysiółek Warzęgowo z dotychczasowej gromady Pierusza ze zniesionej gminy Wińsko – w tymże powiecie. Dla gromady ustalono 16 członków gromadzkiej rady narodowej.
31 grudnia 1961 do gromady Stęszów włączono wsie Wróblewo i Miłcz ze zniesionej gromady Stary Wołów oraz wsie Smogorzów Wielki i Smogorzówek ze zniesionej gromady Rudawa w tymże powiecie, po czym gromadę Stęszów zniesiono, przenosząc siedzibę GRN ze Stęszowa do Pełczyna i zmieniając nazwę jednostki na gromada Pełczyn.